# Friedrich Berbig

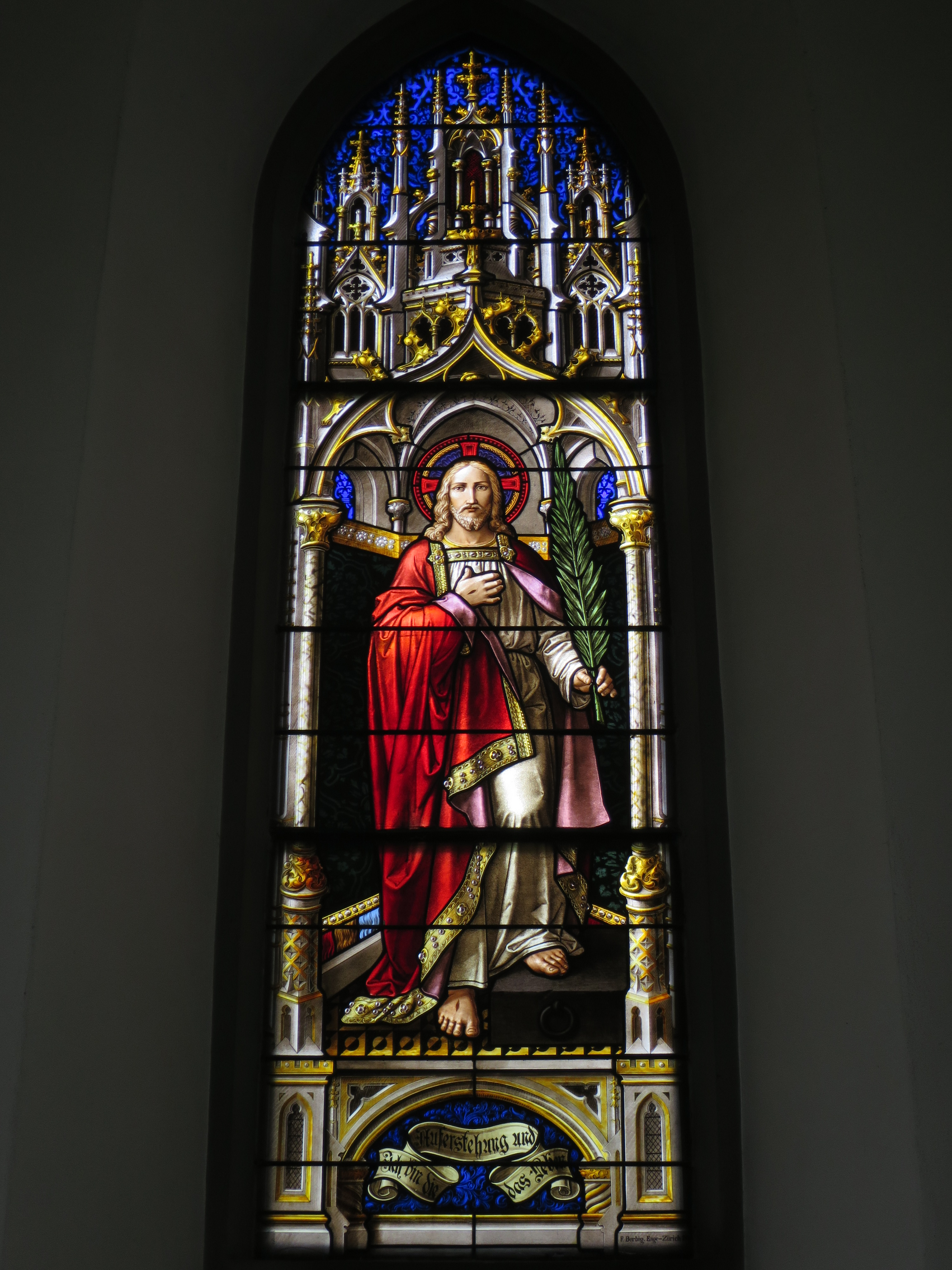
Christusfenster von Friedrich Berbig in der reformierten Kirche Mönchaltorf, 1888

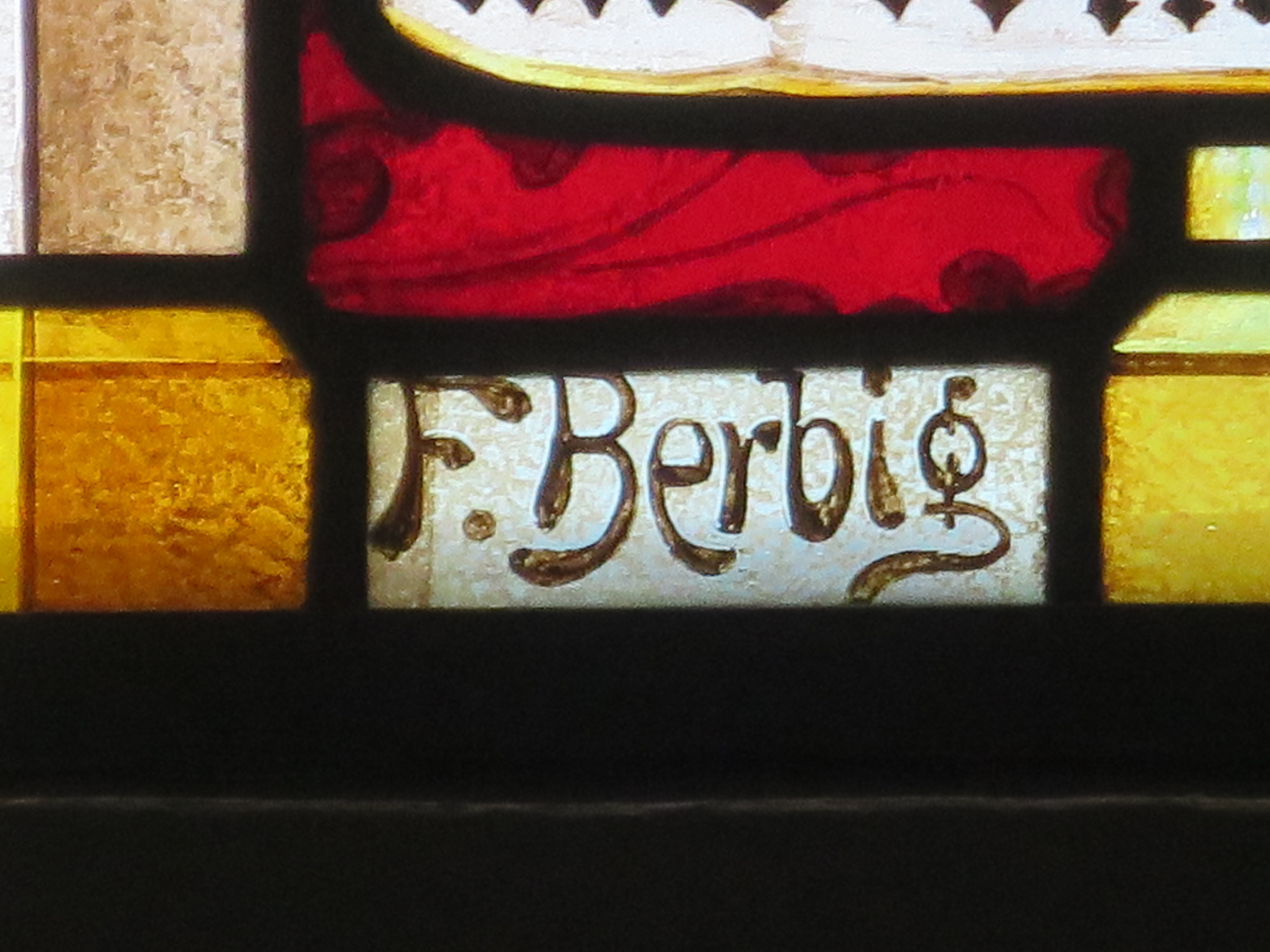
Berbigs Signatur auf einem Kirchenfenster

Gottfried Friedrich Berbig (* 1845 in Zürich; † 7. Oktober 1923 ebenda) war ein Schweizer Glasmaler des Historismus.

## Leben und Werk
Berbig war ab 1877 bei Karl Wehrli angestellt, der das Atelier des damals führenden Zürcher Glasmalers Johann Jakob Röttinger übernommen hatte. 1879 gründete Berbig sein eigenes Atelier im Stadtquartier Enge und beschäftigte mehrere Mitarbeiter. Seine Farbglasfenster sind einem spätnazarenischen Historismus verpflichtet, und umspannen die stilistische Bandbreite von der Neugotik über die Neorenaissance und Neorokoko, in Profanbauten sogar Jugendstil. Er erhielt aus der ganzen Deutschschweiz von beiden Konfessionen Aufträge für Kirchenfenster und stattete über 40 Kirchen aus. Sein Sohn Oskar Berbig übernahm das Atelier nach 1916.

## Werke (Auswahl)

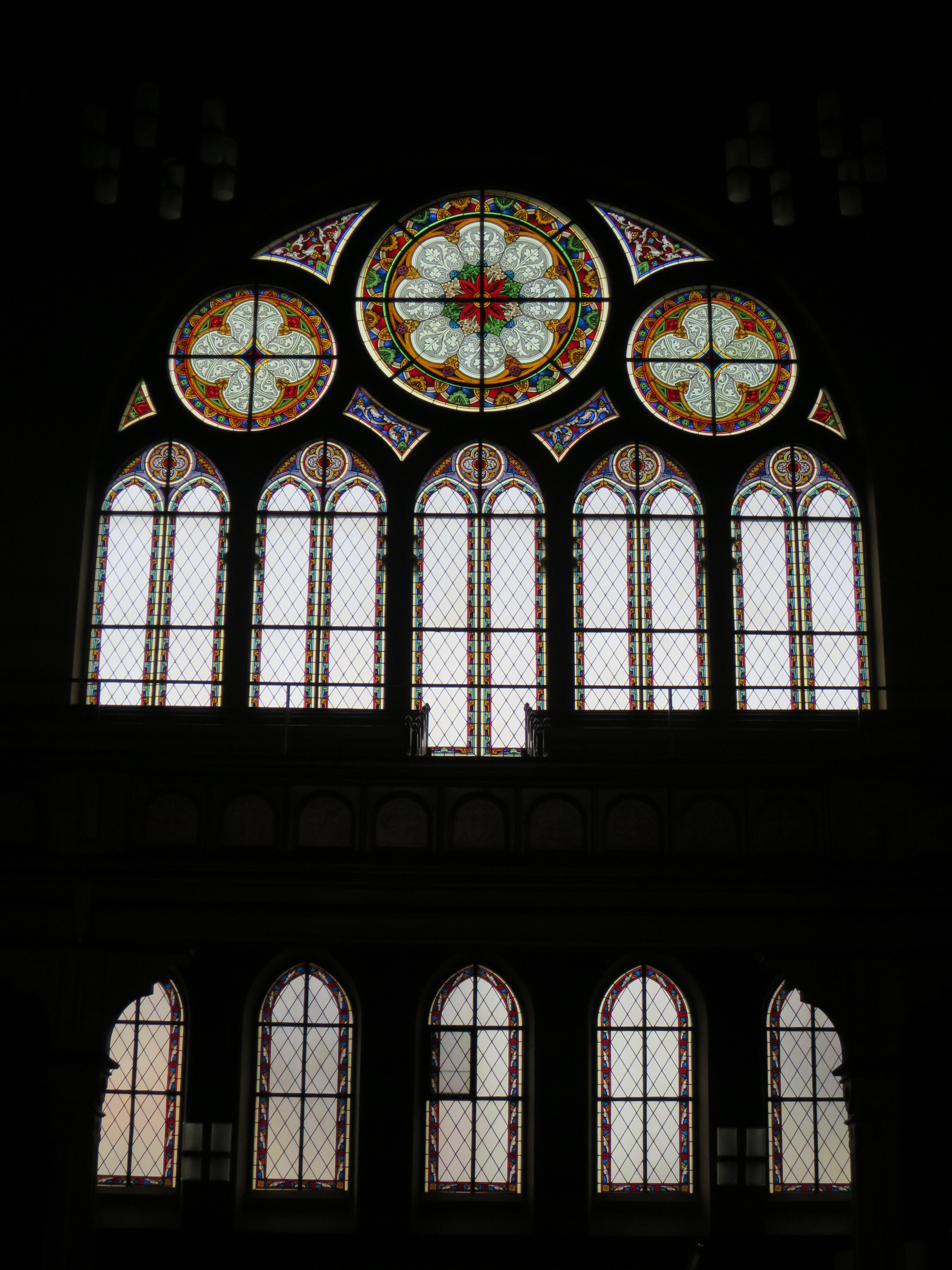
Ornamentalfenster in Wetzikon ZH

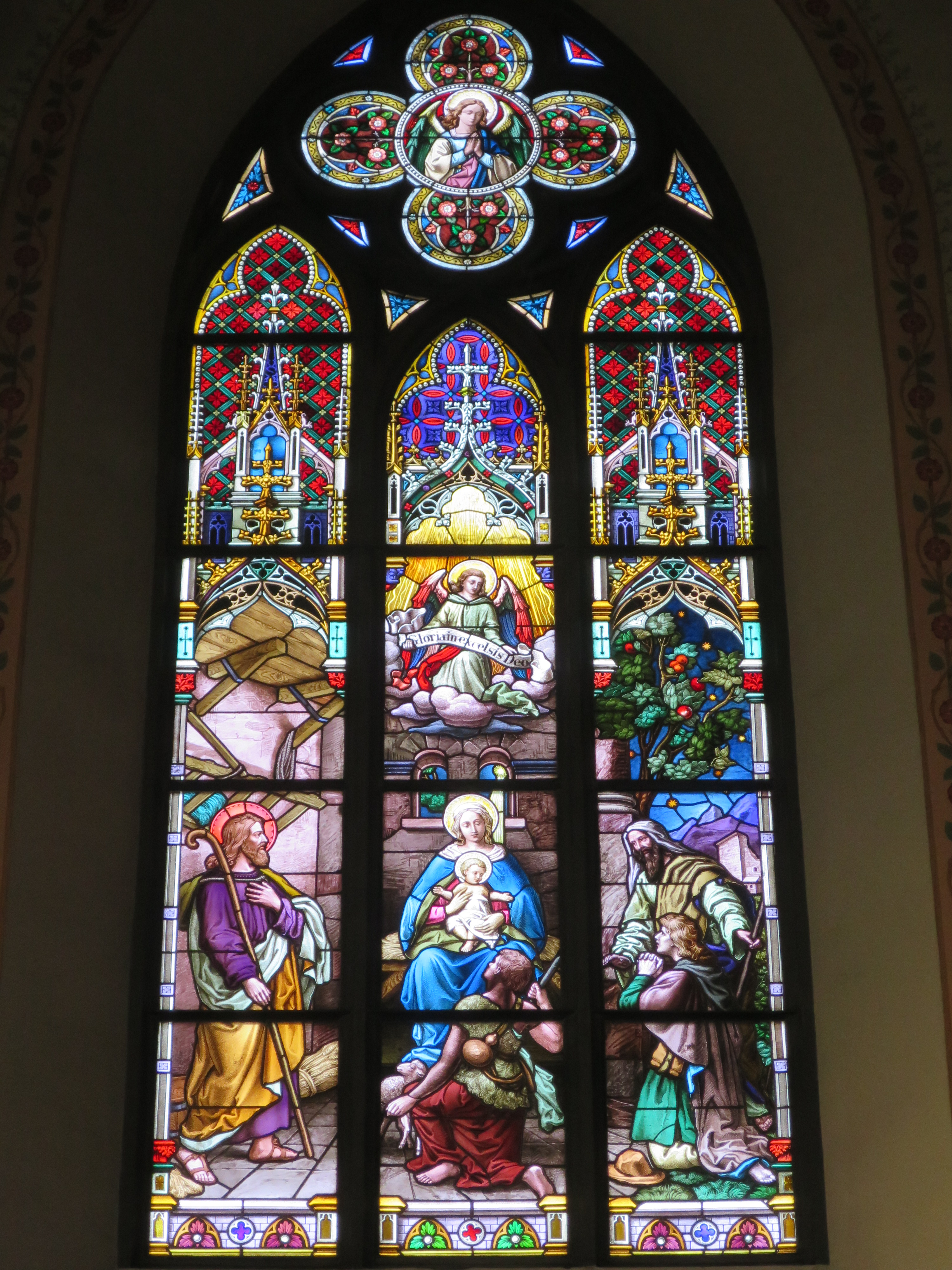
Weihnachtsfenster in Bazenheid

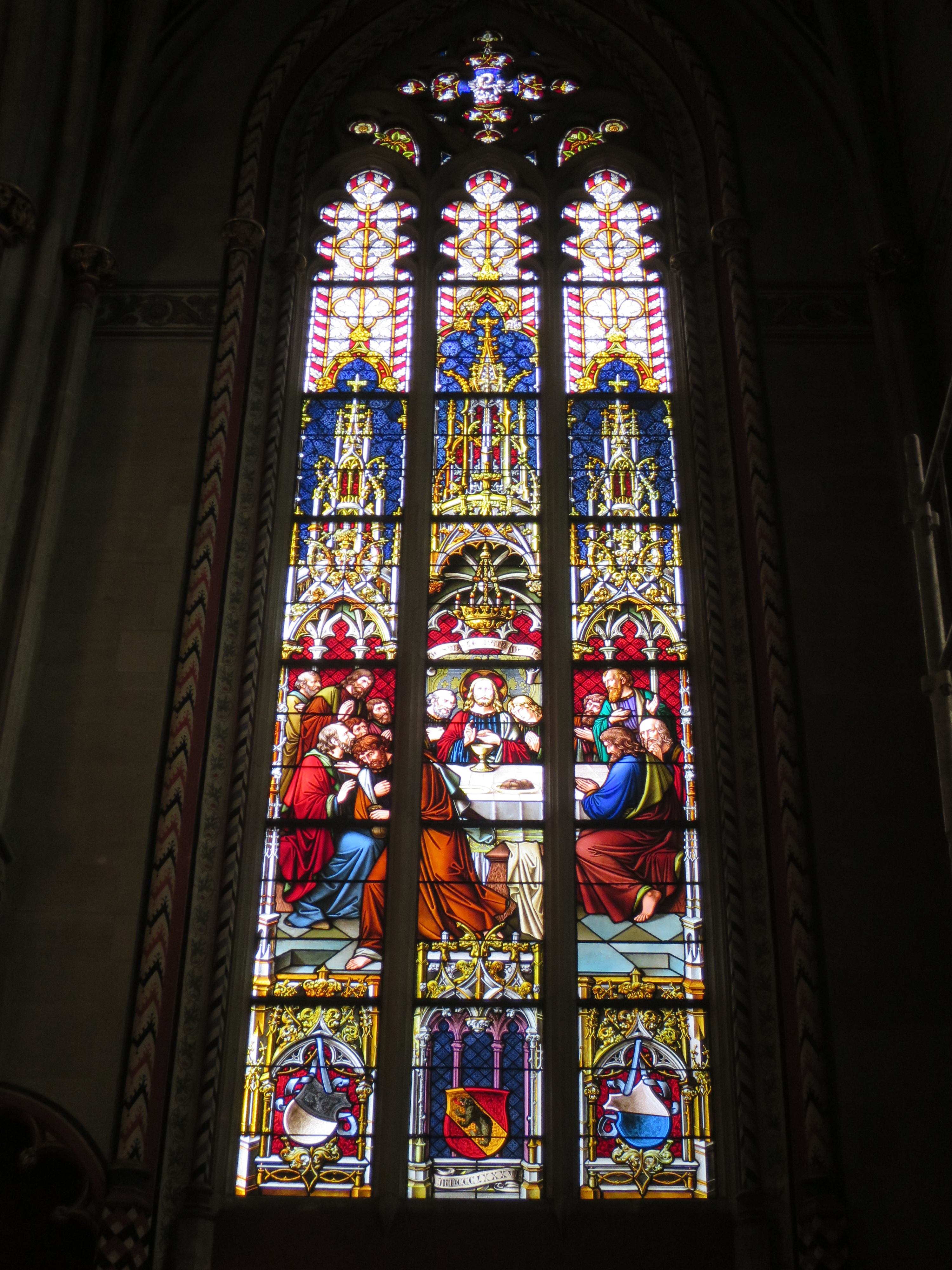
Abendmahlsfenster in der Makkabäerkapelle der Kathedrale Genf

- Parititätische Kirche St. Peter und Paul Leutmerken TG, 1879
- Hotel Baur au Lac Zürich ZH, um 1880 (Karl der Grosse, Reisläufer)
- Reformierte Kirche Roggwil TG, 1881
- Reformierte Stadtkirche Thun BE, 1881 (Christus)
- Katholische Pfarrkirche St. Vincenz Stetten AG, 1883
- Reformierte Kirche Russikon ZH, 1883
- Reformierte Kirche Mitlödi Mitlödi GL, 1884
- Katholische Pfarrkirche St. Georg Unterendingen AG, 1886 (Heiligenzyklus)
- Katholische Pfarrkirche St. Emerita Tägerig TG, 1886
- Reformierte Kathedrale Saint-Pierre (Makkabäerkapelle) Genf, 1887
- Reformierte Kirche Reinach AG, 1888 (Auferstehung Christi)
- Reformierte Kirche Mönchaltorf ZH, 1888 (Christus)
- Katholische Kirche St. Mauritius Sommeri TG, 1888 (Verkündigung)
- Rathaus Frauenfeld TG, 1888
- Katholische Pfarr- und Wallfahrtskirche St. Pelagius Hauptwil-Gottshaus, 1889 (Marienzyklus)
- Reformierte Kirche Betschwanden GL, 1890 (Auferstandener Christus)
- Reformierte Kirche Menziken AG, 1890
- Reformierte Kirche Birrwil AG, 1891
- Reformierte Kirche Uetikon am See, 1891 (Moses schlägt Wasser aus dem Fels, Christus reicht zwei Jüngern den Kelch)
- Katholische Pfarrkirche St. Augustinus Azmoos SG, 1892
- Reformierte Kirche Trubschachen BE, 1892
- Reformierte Kirche Zürich-Enge ZH, 1894 (Petrus, Paulus, Huldrych Zwingli, Martin Luther, König David mit zwei Engeln)
- Katholische Pfarrkirche Herz Jesu Bazenheid SG, 1895 (Weihnachten, Auferstehung, Gallus, Bischof)
- Katholische Pfarrkirche St. Martin Warth TG, 1895
- Reformierte Kirche Laufen am Rheinfall ZH, 1895 (Jesus erscheint Maria Magdalena)
- Treppenhaus des Hotel Reine Victoria in St. Moritz Bad, 1895
- Reformierte Kirche Wetzikon ZH, 1896
- Katholische Pfarrkirche St. Johann Nepomuk Heiligkreuz TG, 1897
- Reformierte Kirche Grindelwald BE, 1899
- Reformierte Kirche Hugelshofen TG, 1900 (Huldrych Zwingli)
- Reformierte Kirche Sulgen TG, 1900 (Christus als guter Hirte)
- Villa in Weinfelden TG, 1900 (Der Trompeter von Säckingen, Margaretha)
- Villa Sonnenberg Frauenfeld TG, 1901
- Paritätische Stadtkirche St. Bartholomäus Pfyn TG, 1902 (Joseph, Maria)
- Katholische Pfarrkirche St. Wendelin Wölflinswil AG (Weihnachten, Auferstehung Christi)
- Katholische Pfarrkirche St. Joseph Basel BS, 1902 (Apostelzyklus)
- Katholische Pfarrkirche Saint-André Onnens FR, 1902 (Heiligenzyklus)
- Villa Meyashiki Frauenfeld TG, 1903
- Reformierte Kirche Bussnang TG, 1903
- Reformierte französische Pasquart-Kirche Biel BE, 1904
- Reformierte Kirche Niederurnen GL, 1904
- Katholische Stadtkirche St. Nikolaus Frauenfeld TG, 1906 (Heiligenzyklus)
- Villa Arâm Mahal Frauenfeld TG, 1907
- Katholische Kapelle St. Martin, Sebastian und Rochus Wuppenau TG, 1908
- Reformierte Kirche Thundorf TG, 1908
- Reformierte Kirche Erlen TG, 1911 (Moses schlägt Wasser aus dem Felsen, Christus am Ölberg)

## Galerie

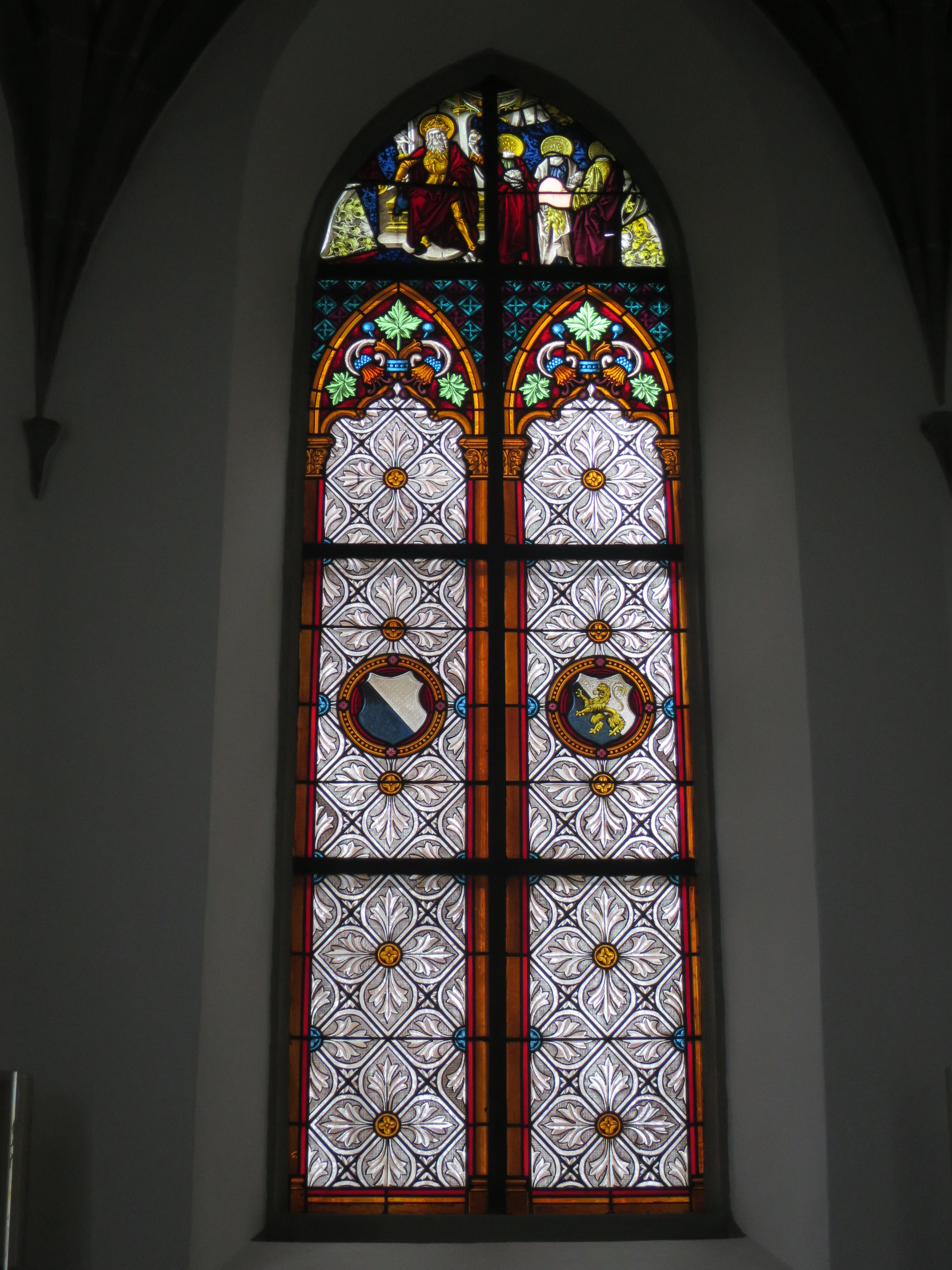
Wappenfenster in Russikon
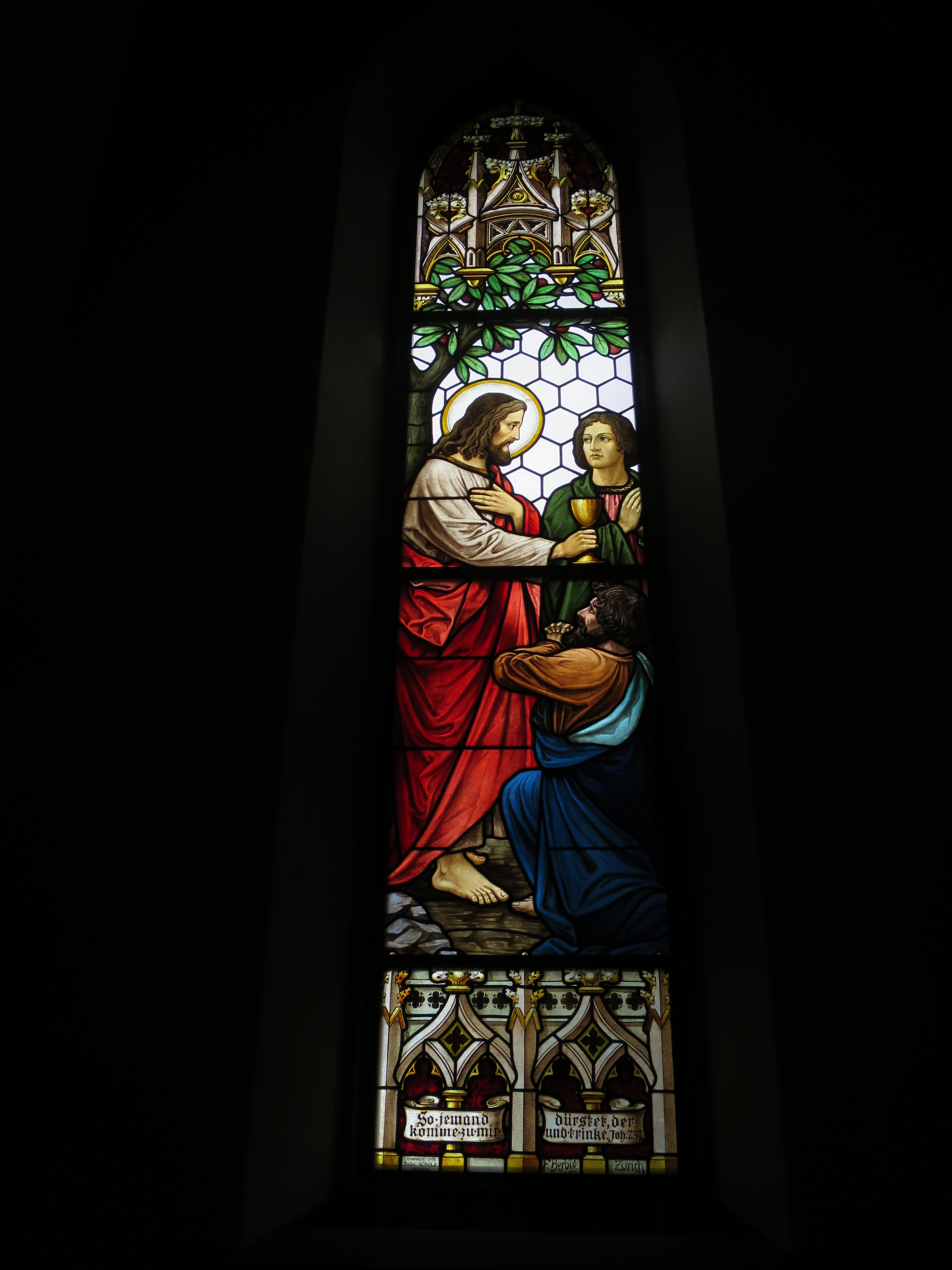
Christus-Fenster, Uetikon am See
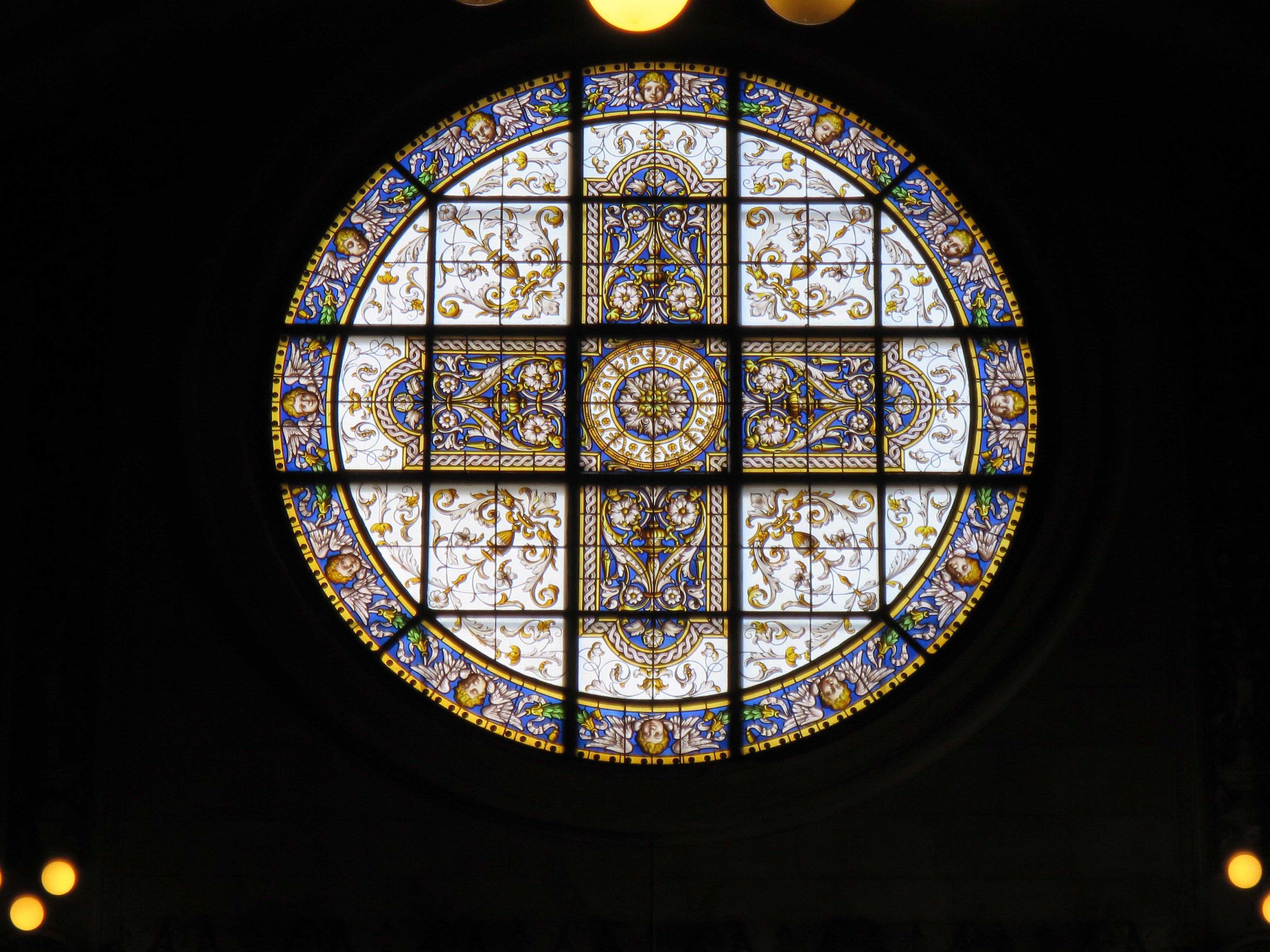
Ornamentalfenster in der Kirche Zürich-Enge
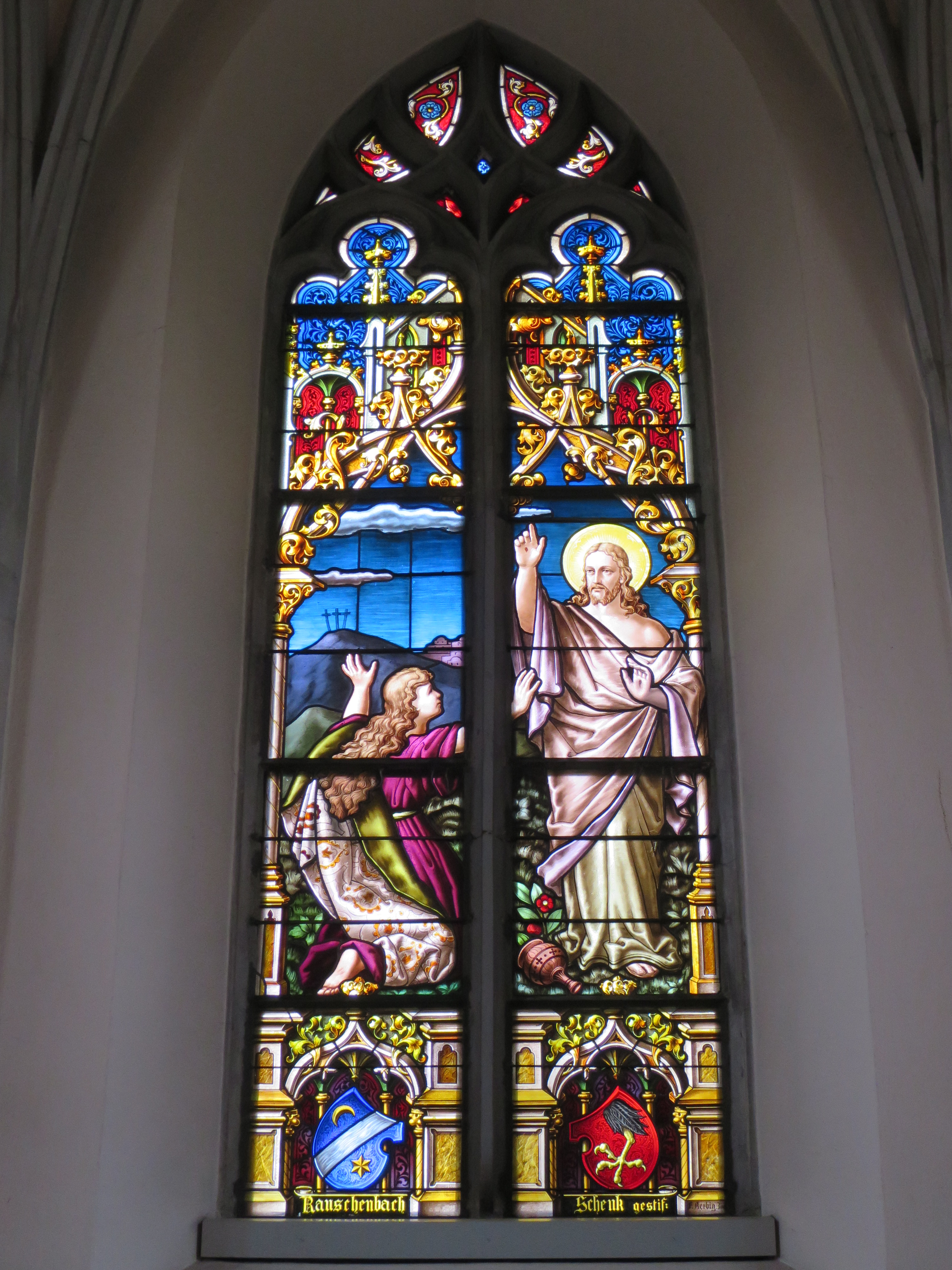
Auferstehungsfenster in Laufen ZH
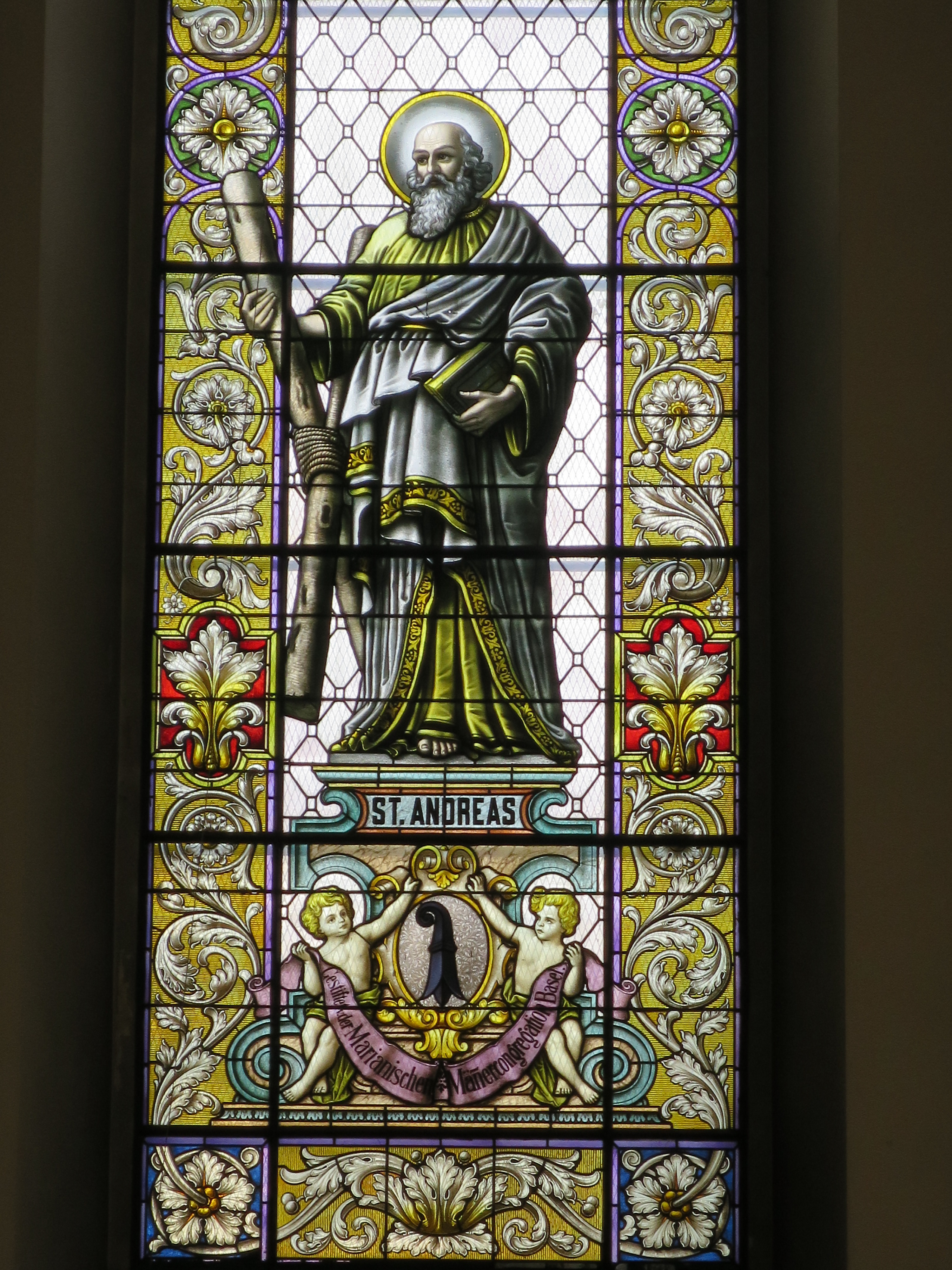
Andreasfenster in der Josephskirche Basel
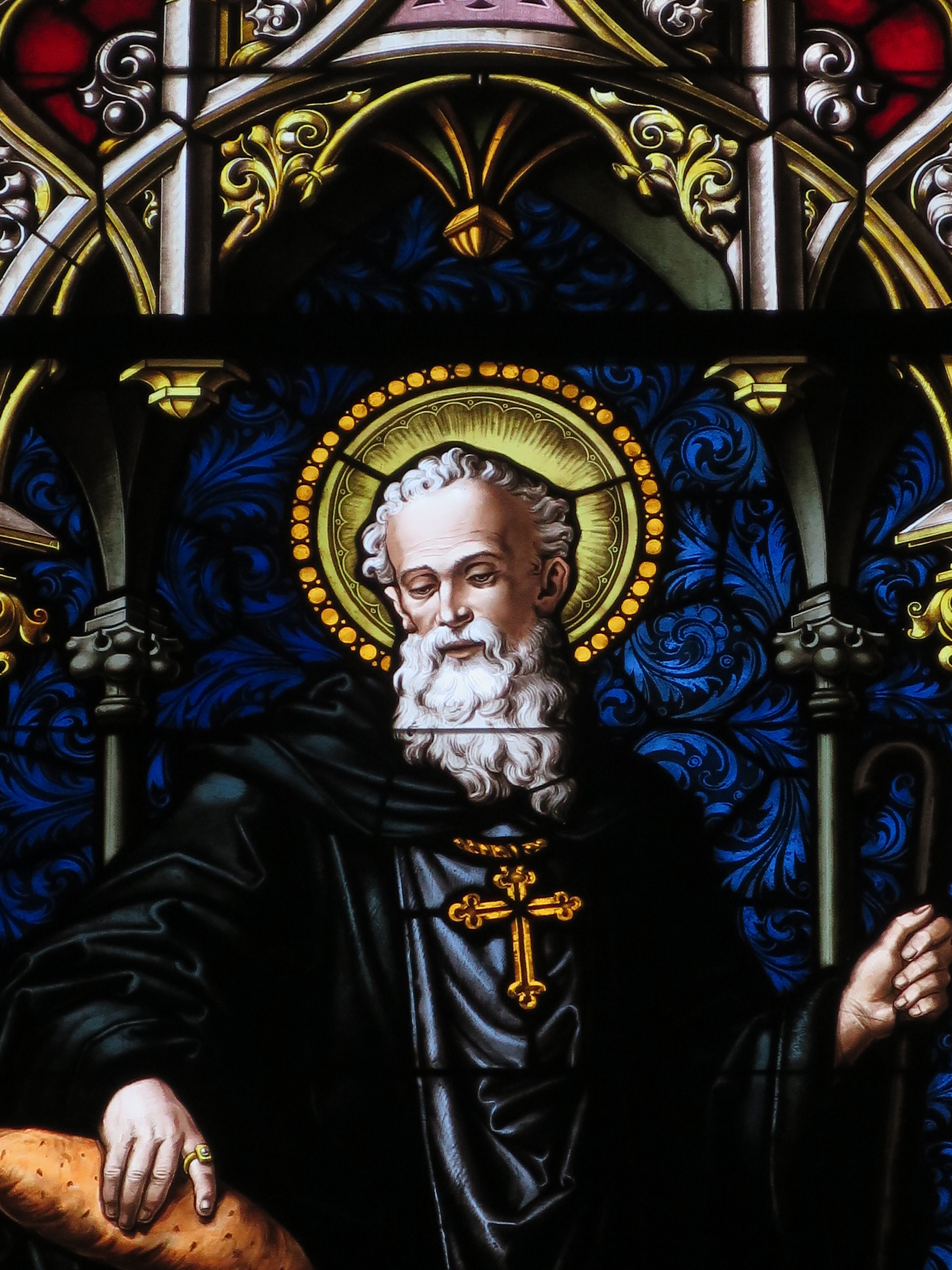
Gallus-Fenster in Bazenheid (Detail)